# 아르투르 우드리스
아르투르 아르투로비치 우드리스(벨라루스어: Арту́р Арту́равіч У́дрыс 아르투르 아르투라비치 우드리스, 러시아어: Арту́р Арту́рович У́дрис, 1990년 10월 18일 ~ )는 벨라루스의 배구 선수이다. 포지션은 미들브로커로 V-리그의 구미 KB손해보험 스타즈 등의 팀을 거쳐 현재는 그리스 에트니키 카티고리아의 PAOK의 선수로 뛰고 있다.

## 응원가

### KB 시절
KB 우~드리스 승리의 스파~이크 KB 우~드리스 승리하라(우!드!리!스!) KB 우~드리스 끝까지 함께 달리자~ 우드~리스~